# Coca-Cola Consolidated
Coca-Cola Consolidated ist der größte unabhängige Abfüller von Coca-Cola-Produkten in den Vereinigten Staaten. Das Unternehmen hat seinen rechtlichen Sitz in Charlotte im US-Bundesstaat North Carolina. Coca-Cola Consolidated produziert über 300 verschiedene Marken und Produktvarianten von Getränken des Coca-Cola-Konzerns und betreibt 13 Produktionsniederlassungen sowie 76 logistische Verteilzentren.

## Geschichte
1902 begann J. B. Harrison in Greensboro mit dem Verkauf von, in Glasflaschen abgefüllter, Coca-Cola und begründete damit den ersten Coca-Cola-Abfüller North Carolinas. Ab 1950 wurden die ersten Produkte in Getränkedosen abgefüllt und vertrieben. 1999 war Coca-Cola Consolidated der erste Abfüller, der das Tafelwasser der Marke Dasani abfüllte. Seit 2010 ist Coca-Cola Consolidated der größte unabhängige Abfüller von Getränken. Noch heute liegt mit dem CEO J. Frank Harrison III die Führungsverantwortung des börsennotierten Unternehmens in den Händen eines Urenkels des Firmengründers.

## Versorgte Regionen
Das Unternehmen agiert in 14 US-Bundesstaaten und zählt zusätzlich den District of Columbia zu seinem Operationsbereich. Nach eigenen Angaben werden über 65 Millionen Endkunden durch das Unternehmen versorgt.
Die Bundesstaaten und den -distrikt, die Coca-Cola Consolidated zumeist nur in abgegrenzten Teilen beliefert, umfassen:
| - Arkansas - Delaware - District of Columbia - Illinois - Indiana | - Kentucky - Maryland - Mississippi - North Carolina - Ohio | - Pennsylvania - South Carolina - Tennessee - Virginia - West Virginia |